# Répertoire des données à caractère personnel collectées dans le cadre des procédures judiciaires
Le répertoire des données à caractère personnel collectées dans le cadre des procédures judiciaires (RDCPJ), dit répertoire des expertises (REDEX), est un répertoire national mis en service en France le 11 avril 2018 et placé sous l'autorité du ministère de la Justice et sous le contrôle du magistrat chef du service du Casier judiciaire national.
Créé par la loi du 10 mars 2010 tendant à amoindrir le risque de récidive criminelle et par le décret d'application du 7 octobre 2016 qui en précise les modalités de fonctionnement, il est codifié aux articles 706-56-2 et R. 53-21-1 à R. 53-21-25 du Code de procédure pénale.
Le REDEX met à disposition de l'autorité judiciaire des données relatives au passé et aux antécédents des personnes impliquées dans des procédures judiciaires. Il donne accès, pour les besoins des procédures, aux expertises, évaluations et examens psychiatriques, médico-psychologiques, psychologiques et pluridisciplinaires à l'encontre des personnes poursuivies ou condamnées pour des faits pour lesquels un suivi socio-judiciaire est encouru. Son objectif est d'améliorer la connaissance de leur personnalité et l'évaluation de leur dangerosité. Le répertoire participe à la création du dossier judiciaire numérique unique pénal inscrit dans le projet de loi de programmation 2018–2022 et de réforme pour la Justice, porté par Nicole Belloubet, garde des Sceaux, ministre de la Justice.